# Copestylum lumina
Copestylum lumina är en tvåvingeart som först beskrevs av Hull 1937.  Copestylum lumina ingår i släktet Copestylum och familjen blomflugor.
Artens utbredningsområde är Bolivia. Inga underarter finns listade i Catalogue of Life.